# Grand Prix automobile de Belgrade 1939
Le Grand Prix automobile de Belgrade 1939 est un Grand Prix qui s'est tenu dans le parc de la Forteresse de Belgrade le 3 septembre 1939.

## Historique
Le Grand Prix a lieu au lendemain de la déclaration de la Seconde Guerre mondiale. Il s'agit du dernier Grand Prix automobile européen à avoir lieu avant les six années d'interruption des compétitions.

## Coureurs inscrits
| no | Pilote                  | Écurie               | Constructeur  | Châssis             | Moteur         |
| -- | ----------------------- | -------------------- | ------------- | ------------------- | -------------- |
| 2  | Hermann Lang            | Daimler-Benz AG      | Mercedes-Benz | Mercedes-Benz W154  | Mercedes V12   |
| 4  | Tazio Nuvolari          | Auto Union AG        | Auto Union    | Auto Union Type D   | Auto Union V12 |
| 4  | Ulrich Bigalke          | Auto Union AG        | Auto Union    | Auto Union Type D   | Auto Union V12 |
| 6  | Manfred von Brauchitsch | Daimler-Benz AG      | Mercedes-Benz | Mercedes-Benz W154  | Mercedes V12   |
| 8  | Hermann Paul Müller     | Auto Union AG        | Auto Union    | Auto Union Type D   | Auto Union V12 |
| 8  | Hans Stuck              | Auto Union AG        | Auto Union    | Auto Union Type D   | Auto Union V12 |
| 10 | Walter Bäumer           | Daimler-Benz AG      | Mercedes-Benz | Mercedes-Benz W154  | Mercedes V12   |
| 12 | Boško Milenković        | Privée               | Bugatti       | Bugatti Type 51     | Bugatti L8     |
| 14 | Raymond Sommer          | Alfa Corse           | Alfa Romeo    | Alfa Romeo Tipo 308 | Alfa Romeo L8  |
| 16 | ?                       | Alfa Corse           | Alfa Romeo    | Alfa Romeo Tipo 308 | Alfa Romeo L8  |
| 18 | Luigi Villoresi         | Officine A. Maserati | Maserati      | Maserati 8CTF       | Maserati L8    |
| 20 | Paul Pietsch            | Officine A. Maserati | Maserati      | Maserati 8CTF       | Maserati L8    |

## Grille de départ du Grand Prix
| 1re ligne | Pos. 2                           |                                | Pos. 1                                     |
|           | Lang Mercedes-Benz 1 min 15 s 0  |                                | Von Brauchitsch Mercedes-Benz 1 min 14 s 2 |
| 2e ligne  |                                  | Pos. 3                         |                                            |
|           |                                  | Müller Auto Union 1 min 15 s 2 |                                            |
| 3e ligne  | Pos. 4                           |                                | Pos. 5                                     |
|           | Nuvolari Auto Union 1 min 16 s 3 |                                | Milenković Bugatti                         |

## Classement de la course
| Pos. | no | Pilote                     | Écurie               | Châssis             | Tours | Temps/Abandon      | Grille |
| ---- | -- | -------------------------- | -------------------- | ------------------- | ----- | ------------------ | ------ |
| 1    | 4  | Tazio Nuvolari             | Auto Union           | Auto Union Type D   | 50    | 1 h 4 min 3 s 8    | 4      |
| 2    | 6  | Manfred von Brauchitsch    | Daimler-Benz AG      | Mercedes-Benz W154  | 50    | + 7 s 6            | 1      |
| 3    | 8  | Hermann Paul Müller        | Auto Union           | Auto Union Type D   | 50    | + 31 s 6           | 3      |
| 4    | 12 | Boško Milenković           | Privée               | Bugatti Type 51     | 31    | + 19 tours         | 5      |
| Abd. | 2  | Hermann Lang Walter Bäumer | Daimler-Benz AG      | Mercedes-Benz W154  | 17    | Accident de Bäumer | 2      |
| Np.  | 4  | Ulrich Bigalke             | Auto Union           | Auto Union Type D   |       | Pilote de réserve  |        |
| Np.  | 8  | Hans Stuck                 | Auto Union           | Auto Union Type D   |       | Pilote de réserve  |        |
| Np.  | 10 | Walter Bäumer              | Daimler-Benz AG      | Mercedes-Benz W154  |       | Pilote de réserve  |        |
| Na.  | 10 | Raymond Sommer             | Alfa Corse           | Alfa Romeo Tipo 308 |       | Non arrivé         |        |
| Na.  | 10 | ?                          | Alfa Corse           | Alfa Romeo Tipo 308 |       | Non arrivé         |        |
| Na.  | 10 | Paul Pietsch               | Officine A. Maserati | Maserati 8CTF       |       | Non arrivé         |        |
| Na.  | 10 | Luigi Villoresi            | Officine A. Maserati | Maserati 8CTF       |       | Non arrivé         |        |

- Légende : Abd.=Abandon - Np.=Non partant - Na.=Non arrivé.

## Pole position et record du tour
- Pole position :  Manfred von Brauchitsch (Mercedes) en 1 min 14 s 2.
- Meilleur tour en course :  Hermann Paul Müller (Auto Union),  Nuvolari (Auto Union) et  Manfred von Brauchitsch (Mercedes) tous en 1 min 14 s 0.

## Tours en tête
- Tazio Nuvolari : 20 tours (30-50)
- Manfred von Brauchitsch : 16 tours (1-16)
- Hermann Paul Müller : 13 tours (17-29)